# Villemoisson-sur-Orge
Villemoisson-sur-Orge (prononcé [vilmwasɔ̃ syʁ ɔʁʒ] ) est une commune française située à vingt-trois kilomètres au sud de Paris dans le département de l'Essonne en région Île-de-France. Elle fait partie de la communauté d'agglomération Cœur d'Essonne Agglomération.
Ses habitants sont appelés les Villemoissonnais.

## Géographie

### Situation
| Type d’occupation           | Pourcentage | Superficie (en hectares) |
| --------------------------- | ----------- | ------------------------ |
| Espace urbain construit     | 74,6 %      | 172,22                   |
| Espace urbain non construit | 14,7 %      | 33,99                    |
| Espace rural                | 10,7 %      | 24,69                    |
| Source : Iaurif             |             |                          |

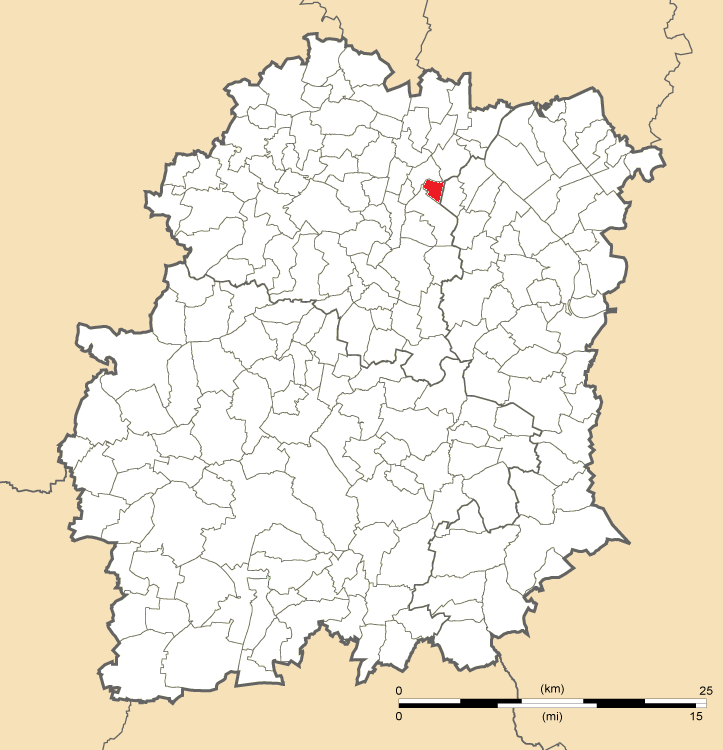
Position de Villemoisson-sur-Orge en Essonne.

Villemoisson-sur-Orge est située à vingt-trois kilomètres au sud de Paris-Notre-Dame, point zéro des routes de France, huit kilomètres au nord-ouest d'Évry, neuf kilomètres au sud-est de Palaiseau, cinq kilomètres au nord-est de Montlhéry, dix kilomètres au nord-est d'Arpajon, douze kilomètres au nord-ouest de Corbeil-Essonnes, dix-neuf kilomètres au nord-ouest de La Ferté-Alais, vingt-huit kilomètres au nord-est de Dourdan, vingt-huit kilomètres au nord-est d'Étampes, trente kilomètres au nord-ouest de Milly-la-Forêt.

### Hydrographie
La commune est traversée par la rivière l'Orge.

### Climat
Pour des articles plus généraux, voir Climat de l'Île-de-France et Climat de l'Essonne.
En 2010, le climat de la commune est de type climat océanique dégradé des plaines du Centre et du Nord, selon une étude du CNRS s'appuyant sur une série de données couvrant la période 1971-2000. En 2020, Météo-France publie une typologie des climats de la France métropolitaine dans laquelle la commune est exposée à un climat océanique altéré et est dans la région climatique  Sud-ouest du bassin Parisien, caractérisée par une faible pluviométrie, notamment au printemps (120 à 150 mm) et un hiver froid (3,5 °C). 
Pour la période 1971-2000, la température annuelle moyenne est de 11,6 °C, avec une amplitude thermique annuelle de 15,4 °C. Le cumul annuel moyen de précipitations est de 669 mm, avec 11,1 jours de précipitations en janvier et 7,8 jours en juillet. Pour la période 1991-2020, la température moyenne annuelle observée sur la station météorologique la plus proche, située sur la commune d'Épinay-sur-Orge à 1 km à vol d'oiseau, est de 11,5 °C et le cumul annuel moyen de précipitations est de 694,4 mm,. Pour l'avenir, les paramètres climatiques de la commune estimés pour 2050 selon différents scénarios d'émission de gaz à effet de serre sont consultables sur un site dédié publié par Météo-France en novembre 2022.
| Mois                                  | jan.             | fév.             | mars          | avril           | mai             | juin         | jui.           | août           | sep.            | oct.            | nov.             | déc.           | année      |
| ------------------------------------- | ---------------- | ---------------- | ------------- | --------------- | --------------- | ------------ | -------------- | -------------- | --------------- | --------------- | ---------------- | -------------- | ---------- |
| Température minimale moyenne (°C)     | 1,2              | 1,2              | 3,3           | 4,9             | 9,1             | 11,9         | 13,9           | 14,1           | 10,2            | 7,2             | 3,7              | 2,1            | 6,9        |
| Température moyenne (°C)              | 4,2              | 4,9              | 8,2           | 10,2            | 14,5            | 17,6         | 19,7           | 20,1           | 15,4            | 11,5            | 7,1              | 4,8            | 11,5       |
| Température maximale moyenne (°C)     | 7,2              | 8,8              | 13,1          | 15,6            | 20              | 23,2         | 25,5           | 26,2           | 20,7            | 15,8            | 10,5             | 7,5            | 16,2       |
| Record de froid (°C) date du record   | −17,5 17.01.1985 | −12,5 07.02.1991 | −8 08.03.1971 | −4 11.04.03     | −0,3 03.05.1967 | 1 04.06.1991 | 5,4 04.07.1984 | 4,5 31.08.1986 | 1,5 30.09.02    | −3,5 30.10.1985 | −10,5 24.11.1998 | −12 31.12.1970 | −17,5 1985 |
| Record de chaleur (°C) date du record | 17,2 30.01.1973  | 21 24.02.1990    | 26 29.03.1989 | 28,5 30.04.1994 | 30,5 13.05.1998 | 36 26.06.01  | 37 21.07.1995  | 40,5 12.08.03  | 32,8 05.09.1973 | 29,5 01.10.1985 | 24,5 15.11.1971  | 17 21.12.1973  | 40,5 2003  |
| Précipitations (mm)                   | 57,5             | 50,8             | 51,4          | 48,6            | 64,2            | 57,1         | 55,9           | 65             | 49,8            | 59,7            | 61,3             | 73,1           | 694,4      |

### Voies de communication et transports
La commune est desservie par la Ligne 15 du réseau de bus Cœur d'Essonne.

## Urbanisme

### Typologie
Au 1er janvier 2024, Villemoisson-sur-Orge est catégorisée grand centre urbain, selon la nouvelle grille communale de densité à sept niveaux définie par l'Insee en 2022.
Elle appartient à l'unité urbaine de Paris, une agglomération inter-départementale regroupant 407  communes, dont elle est une commune de la banlieue,,. Par ailleurs la commune fait partie de l'aire d'attraction de Paris, dont elle est une commune du pôle principal,. Cette aire regroupe 1 929 communes,.

## Toponymie
Villa Moissun en 1120, Villa Moissun, Villa Muissun au XIIe siècle, Villa Messionis au XVe siècle, Villa Messis.
La commune fut créée en 1793 sous le simple nom de Villemoisson, la mention de l'Orge fut ajoutée en 1801 dans le Bulletin des lois.

## Histoire
Alors que le hameau de Sainte-Geneviève se trouve à l’opposé de la forêt de Séquigny, à la limite actuelle de Sainte-Geneviève-des-Bois, une villa gallo-romaine, est peut-être à l'origine de Villemoisson. Elle se trouvait non loin du pont de la Fouille, dont le nom évoque bien des découvertes archéologiques. Dans ses ruines sont mises au jour une statuette, une clé, des pièces de monnaie. Cette villa a été incendiée au moment des grandes invasions : les deux pièces marquent le début et la fin de son existence.
Selon l’abbé Lebeuf, Villemoisson était la « paroisse mère de la région », elle s'étendait jusqu'à Bondoufle et Fleury. Au XIIIe siècle, elle est démembrée par la création de celle de Sainte-Geneviève-des-Bois à laquelle est adjoint Morsang-sur-Orge. Le cartulaire de Longpont révèle les noms des plus anciens seigneurs connus de Villemoisson : Eudes (Oddo), Guy (Guido) et Thierry (Teodericus).
La seigneurie de Villemoisson, comprise dans le comté de Montlhéry, était vassale de Mée-les-Melun au XIVe siècle et cela a perduré jusqu'à la chute de l'Ancien Régime.
À la fin du XIVe siècle, Jehan et Guy de Giresmes sont seigneurs de Villemoisson étant présente en Seine-et-Marne[Quoi ?]. Sous l’ancien régime la région dépend d’ailleurs de la maréchaussée de Melun.
Le domaine de Villemoisson appartint ensuite à Jean Fourqaut, seigneur de Montpipeau, du Perray et du Cochet (1414). Christophe Fourqaut remplace Guy de Giresmes vers 1480. En 1508, arrivent la famille Barbeau dont Henri qui épouse Laurette Fourquaut, fille de Christophe. Madeleine Barbeau dernière héritière des seigneurs de Villemoisson, épouse en 1588 Louis de La Ferté. Dès lors, le domaine devient un arrière-fief. En 1596, Jehan de la Fosse fait l’acquisition de Villemoisson, puis en 1598 de Sainte-Geneviève-des-Bois, où sera la demeure seigneuriale.
En 1628, Antoine Boyer, un des ancêtres de neuf souverains ou chefs de maisons actuelles, se rend acquéreur des deux seigneuries. En 1659, son fils, Antoine, « sous forme de contrat d’échange », moyennant finance, quitte et délaisse les seigneuries à la famille de Noailles dont quatre membres se sont succédé : Anne, Anne Jules, Jean Emmanuel et Adrien Maurice. Toutefois, les seigneuries de Villemoisson ne les intéressent pas car ils sont propriétaires d’importants domaines en France. Elles sont placées en fermage à Monnerot et Bartel de Bonneval, qui eux-mêmes les confient en gérance à d’autres pour exploiter les villageois qui doivent par leur travail profiter à tout ce monde.
En 1734, les terres reviennent à Marguerite Pélagie Danican, veuve Michel Amelot. À sa mort, son fils, pour éponger les dettes de sa mère, revend les propriétés à Pierre Durey d’Harnoncourt, déjà seigneur de Morsang-sur-Orge. Jusqu’à la chute de l’Ancien Régime, Sainte-Geneviève, Villemoisson et Morsang auront un seigneur commun. En 1767, Louise Bernarde d’Harnoncourt, grâce au désistement de son frère, apporte les trois seigneuries à Jean Louis Bertier de Sauvigny. Son fils, Louis Bénigne sera le dernier seigneur, en 1789, il est une des premières victimes de la Révolution.
Pendant la Révolution, les Villemoissonnais demandent la suppression des pigeons dévastateurs de récoltes, la destruction des grands arbres le long des chemins portant ombrage aux cultures, le libre accès aux chemins principaux pour la plupart interdits par le seigneur pour son utilisation personnelle et pour la chasse. Dès cette période et au XIXe siècle, la municipalité a le souci de résoudre l'intégrité de la commune. Elle dispute ses droits d’usage aux propriétaires, l'accès aux voies sur l'ensemble de son territoire, certaines étant prétendues privées. Ainsi, à l'aube du XXe siècle, un jugement décrète-t-il que les voies de la forêt de Séquigny appartenant autrefois au roi sont désormais propriété de la Nation.

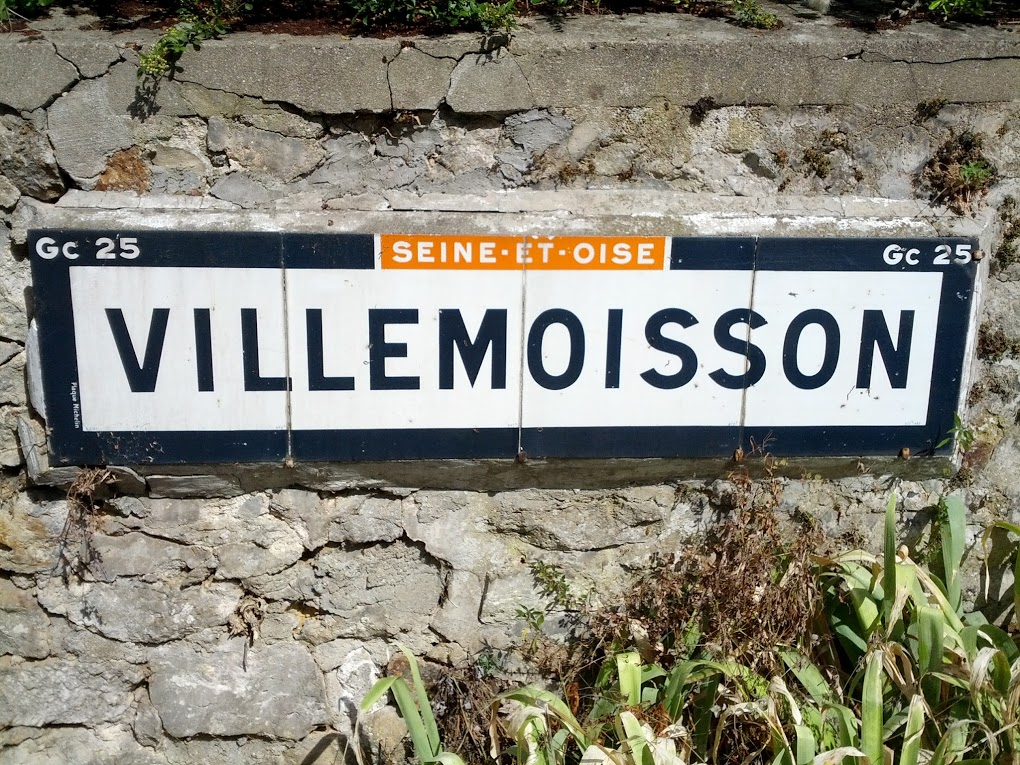
Ancienne plaque mentionnant le département de Seine-et-Oise se trouvant rue de la Garenne à Villemoisson-sur-Orge.

Le XXe siècle est l’urbanisation du plateau. Dans sa première moitié, c’est le lotissement du Bois de Villemoisson : la forêt cède la place à une zone pavillonnaire. Puis dans la seconde, celui de la Plaine et la création de son centre-ville qui émerge au bout de trente années de démarches, de discussions, de pourparlers entre 1955 et 1985. C’est la mutation d’un village rural en agglomération urbaine qui a définitivement façonné l’actuel Villemoisson. La loi Guichard interdisant les grands ensembles devait sauver Villemoisson de l’établissement d’une cité démesurée et lui permettre de maintenir son caractère de parc habité.

### Les Templiers
En 1314, sous Philippe le Bel, lorsque Enguerrand de Marigny ruine la puissance des Templiers, le roi lui accorde une rente à prendre sur leurs biens, dont Villemoisson. La présence de vestiges templiers à la commanderie de Balizy étant établie, il est raisonnable de penser qu'à cette époque Villemoisson est sous la dépendance de cet Ordre. En 1356, Perrin de l'Yvette est signalé pour avoir participé au paiement de la rançon de Jean II le Bon, il est nommé seigneur de Villemoisson et d'Epinay correspondant à une partie des territoires des Templiers dans la région.

## Population et société

### Démographie

#### Évolution démographique
L'évolution du nombre d'habitants est connue à travers les recensements de la population effectués dans la commune depuis 1793. Pour les communes de moins de 10 000 habitants, une enquête de recensement portant sur toute la population est réalisée tous les cinq ans, les populations de référence des années intermédiaires étant quant à elles estimées par interpolation ou extrapolation. Pour la commune, le premier recensement exhaustif entrant dans le cadre du nouveau dispositif a été réalisé en 2007.

En 2022, la commune comptait 7 226 habitants, en évolution de +3,94 % par rapport à 2016 (Essonne : +2,89 %, France hors Mayotte : +2,11 %).
| 1793 | 1800 | 1806 | 1821 | 1831 | 1836 | 1841 | 1846 | 1851 |
| ---- | ---- | ---- | ---- | ---- | ---- | ---- | ---- | ---- |
| 250  | 231  | 263  | 264  | 282  | 280  | 296  | 236  | 265  |

| 1856 | 1861 | 1866 | 1872 | 1876 | 1881 | 1886 | 1891 | 1896 |
| ---- | ---- | ---- | ---- | ---- | ---- | ---- | ---- | ---- |
| 268  | 271  | 360  | 322  | 360  | 502  | 490  | 477  | 481  |

| 1901 | 1906 | 1911 | 1921 | 1926  | 1931  | 1936  | 1946  | 1954  |
| ---- | ---- | ---- | ---- | ----- | ----- | ----- | ----- | ----- |
| 433  | 446  | 485  | 703  | 1 142 | 1 548 | 1 683 | 1 889 | 2 310 |

| 1962  | 1968  | 1975  | 1982  | 1990  | 1999  | 2006  | 2007  | 2012  |
| ----- | ----- | ----- | ----- | ----- | ----- | ----- | ----- | ----- |
| 2 767 | 3 404 | 4 050 | 4 104 | 6 404 | 6 878 | 6 878 | 6 879 | 7 003 |

| 2017  | 2022  | - | - | - | - | - | - | - |
| ----- | ----- | - | - | - | - | - | - | - |
| 6 996 | 7 226 | - | - | - | - | - | - | - |

#### Pyramide des âges
En 2018, le taux de personnes d'un âge inférieur à 30 ans s'élève à 34,1 %, soit en dessous de la moyenne départementale (39,9 %). À l'inverse, le taux de personnes d'âge supérieur à 60 ans est de 24,8 % la même année, alors qu'il est de 20,1 % au niveau départemental.
En 2018, la commune comptait 3 469 hommes pour 3 569 femmes, soit un taux de 50,71 % de femmes, légèrement inférieur au taux départemental (51,02 %).
Les pyramides des âges de la commune et du département s'établissent comme suit.
| Hommes | Classe d’âge | Femmes |
| ------ | ------------ | ------ |
| 0,5    | 90 ou +      | 2,0    |
| 6,8    | 75-89 ans    | 8,9    |
| 16,2   | 60-74 ans    | 15,2   |
| 22,6   | 45-59 ans    | 24,2   |
| 17,4   | 30-44 ans    | 17,9   |
| 19,1   | 15-29 ans    | 15,6   |
| 17,4   | 0-14 ans     | 16,2   |

| Hommes | Classe d’âge | Femmes |
| ------ | ------------ | ------ |
| 0,5    | 90 ou +      | 1,4    |
| 5,4    | 75-89 ans    | 7,2    |
| 12,9   | 60-74 ans    | 13,9   |
| 20     | 45-59 ans    | 19,4   |
| 19,9   | 30-44 ans    | 20,1   |
| 20     | 15-29 ans    | 18,2   |
| 21,3   | 0-14 ans     | 19,8   |

## Politique et administration

### Politique locale
La commune de Villemoisson-sur-Orge est rattachée au canton de Sainte-Geneviève-des-Bois, représenté par les conseillers départementaux Frédéric Petitta (PS) et Marjolaine Rauze (PCF), à l'arrondissement de Palaiseau et à la quatrième circonscription de l'Essonne, représentée par le député Marie-Pierre Rixain (REM).
L'Insee attribue à la commune le code 91 3 14 667. La commune de Villemoisson-sur-Orge est enregistrée au répertoire des entreprises sous le code SIREN 219 106 671. Son activité est enregistrée sous le code APE 8411Z.

### Tendances et résultats politiques
Élections présidentielles, résultats des deuxièmes tours :
- Élection présidentielle de 2002 : 86,41 % pour Jacques Chirac (RPR), 13,59 % pour Jean-Marie Le Pen (FN), 83,72 % de participation[37].
- Élection présidentielle de 2007 : 54,26 % pour Nicolas Sarkozy (UMP), 45,74 % pour Ségolène Royal (PS), 86,98 % de participation[38].
- Élection présidentielle de 2012 : 51,65 % pour François Hollande (PS), 48,35 % pour Nicolas Sarkozy (UMP), 84,56 % de participation[39].
- Élection présidentielle de 2017 : 76,71 % pour Emmanuel Macron (LREM), 23,29 % pour Marine Le Pen (FN), 80,04 % de participation.

Élections législatives, résultats des deuxièmes tours :
- Élections législatives de 2002 : 55,72 % pour Pierre-André Wiltzer (UMP), 44,28 % pour Marianne Louis (PS), 64,20 % de participation[40].
- Élections législatives de 2007 : 54,73 % pour Nathalie Kosciusko-Morizet (UMP), 45,27 % pour Olivier Thomas (PS), 61,39 % de participation[41].
- Élections législatives de 2012 : 51,66 % pour Olivier Thomas (PS), 48,34 % pour Nathalie Kosciusko-Morizet (UMP), 64,29 % de participation[42].
- Élections législatives de 2017 : 65,25 % pour Marie-Pierre Rixain (LREM), 34,75 % pour Agnès Evren (LR), 45,16 % de participation.

Élections européennes, résultats des deux meilleurs scores :
- Élections européennes de 2004 : 28,80 % pour Harlem Désir (PS), 16,73 % pour Patrick Gaubert (UMP), 50,79 % de participation[43].
- Élections européennes de 2009 : 27,76 % pour Michel Barnier (UMP), 23,38 % pour Daniel Cohn-Bendit (Europe Écologie), 47,32 % de participation[44].
- Élections européennes de 2014 : 20,17 % pour Alain Lamassoure (UMP), 18,55 % pour Aymeric Chauprade (FN), 49,20 % de participation.
- Élections européennes de 2019 : 28,45 % pour Nathalie Loiseau (LREM), 18,24 % pour Yannick Jadot (EELV), 56,25 % de participation.

Élections régionales, résultats des deux meilleurs scores :
- Élections régionales de 2004 : 50,27 % pour Jean-Paul Huchon (PS), 39,54 % pour Jean-François Copé (UMP), 72,85 % de participation[45].
- Élections régionales de 2010 : 57,06 % pour Jean-Paul Huchon (PS), 42,94 % pour Valérie Pécresse (UMP), 55,41 % de participation[46].
- Élections régionales de 2015 : 45,41 % pour Valérie Pécresse (LR), 39,83 % pour Claude Bartolone (PS), 61,12 % de participation.

Élections cantonales et départementales, résultats des deuxièmes tours :
- Élections cantonales de 2001 : données manquantes.
- Élections cantonales de 2008 : 61,69 % pour Marianne Duranton (UMP), 38,31 % pour Sofianne Belguerras (PS), 48,70 % de participation[47].
- Élections départementales de 2015 : 61,86 % pour Marianne Duranton (UDI) et Claude Lourdin (UMP), 38,14 % pour Frédéric Petitta (PS) et Marjolaine Rauze (PCF), 50,17 % de participation.

Élections municipales, résultats des deuxièmes tours :
- Élections municipales de 2001 : données manquantes.
- Élections municipales de 2008 : 65,33 % pour François Cholley (DVD) élu au premier tour, 34,67 % pour Nadine Raquillet (DVG), 63,36 % de participation[48].
- Élections municipales de 2014 : 74,56 % pour François Cholley (DVD) élu au premier tour, 25,43 % pour Jean-David Novel (DVG), 60,41 % de participation[49].
- Élections municipales de 2020 : 74,68 % pour François Cholley (DVD) élu au premier tour, 25,31 % pour Jean-David Novel (DVG), 38,63 % de participation.

Référendums :
- Référendum de 2000 relatif au quinquennat présidentiel : 76,32 % pour le Oui, 23,68 % pour le Non, 36,64 % de participation[50].
- Référendum de 2005 relatif au traité établissant une Constitution pour l'Europe : 55,53 % pour le Oui, 44,47 % pour le Non, 77,52 % de participation[51].

### Enseignement
Villemoisson-sur-Orge est sur le territoire de l'académie de Versailles. Les établissements scolaires dans la commune sont les écoles primaires Émile-Bouton, Les Érables ainsi que le collège Blaise-Pascal.

### Santé
La commune dispose sur son territoire de deux maisons de retraite et de l'Établissement d'hébergement pour personnes âgées dépendantes du château de Villemoisson.

### Services publics
La commune ne dispose plus depuis 2017 sur son territoire d'une trésorerie principale et d'une agence postale.

### Jumelages
| Villemoisson- · sur-Orge Bad Schwartau Saint-Émile |

Villemoisson-sur-Orge a développé des associations de jumelage avec :
- Bad Schwartau (Allemagne) depuis 1995, située à 824 kilomètres[56] ;
- Saint-Émile (Québec) depuis 1993, située à 5 297 kilomètres[57] - Fin du jumelage par intégration de la ville de Saint-Émile dans la ville de Québec[réf. nécessaire].

## Vie quotidienne à Villemoisson-sur-Orge

### Culture
La commune de Villemoisson-sur-Orge dispose de plusieurs installations permettant l’accès et la pratique de la culture avec notamment l'espace culturel Le Ludion, l'école de musique, et la médiathèque. Le 3 décembre 2011, la médiathèque a reçu le nom d'Andrée Chedid, femme de lettres et poétesse française.  Il existe cinq boites à livres installées sur le territoire de la commune.

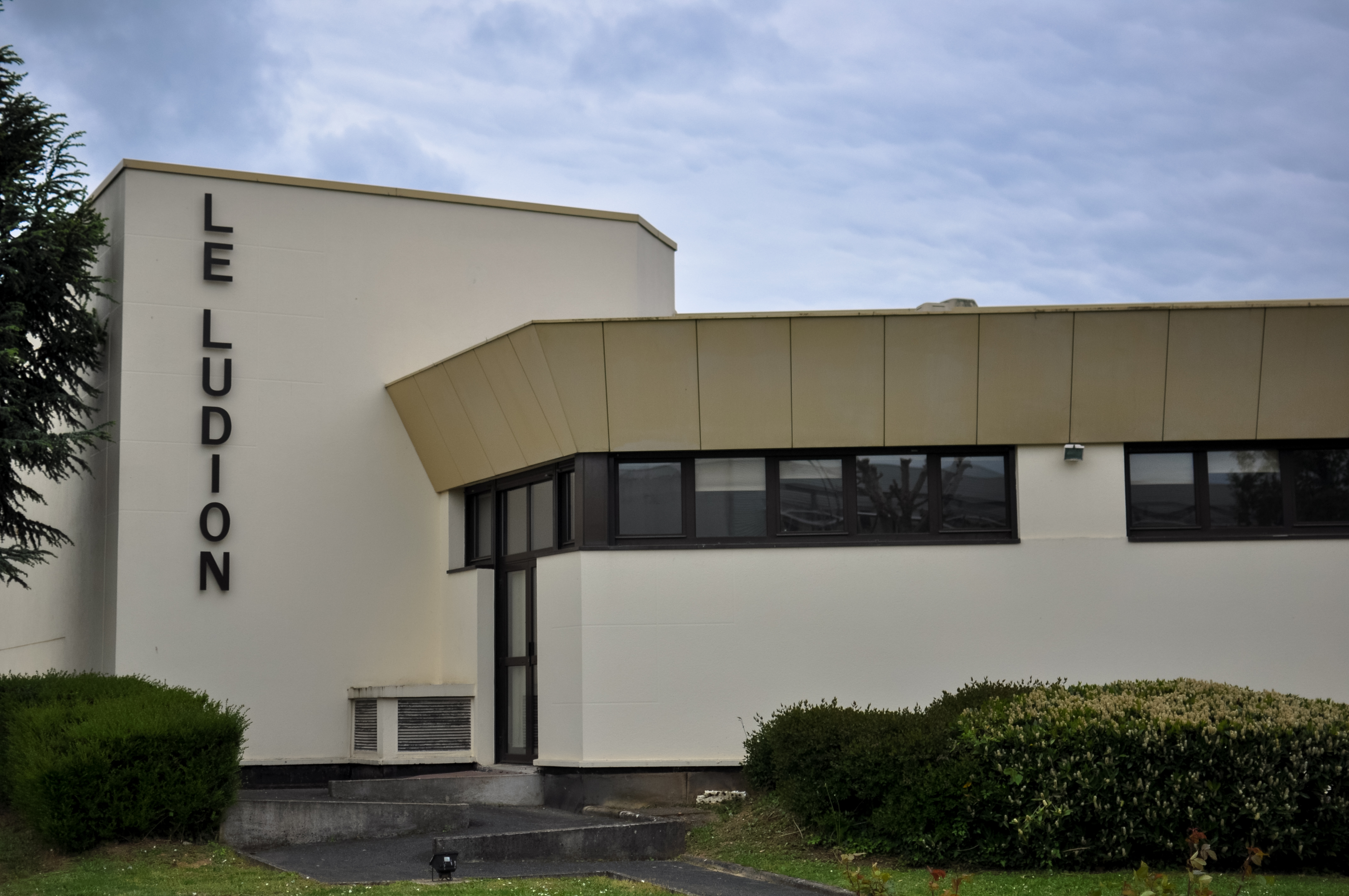
Espace culturel Le Ludion.
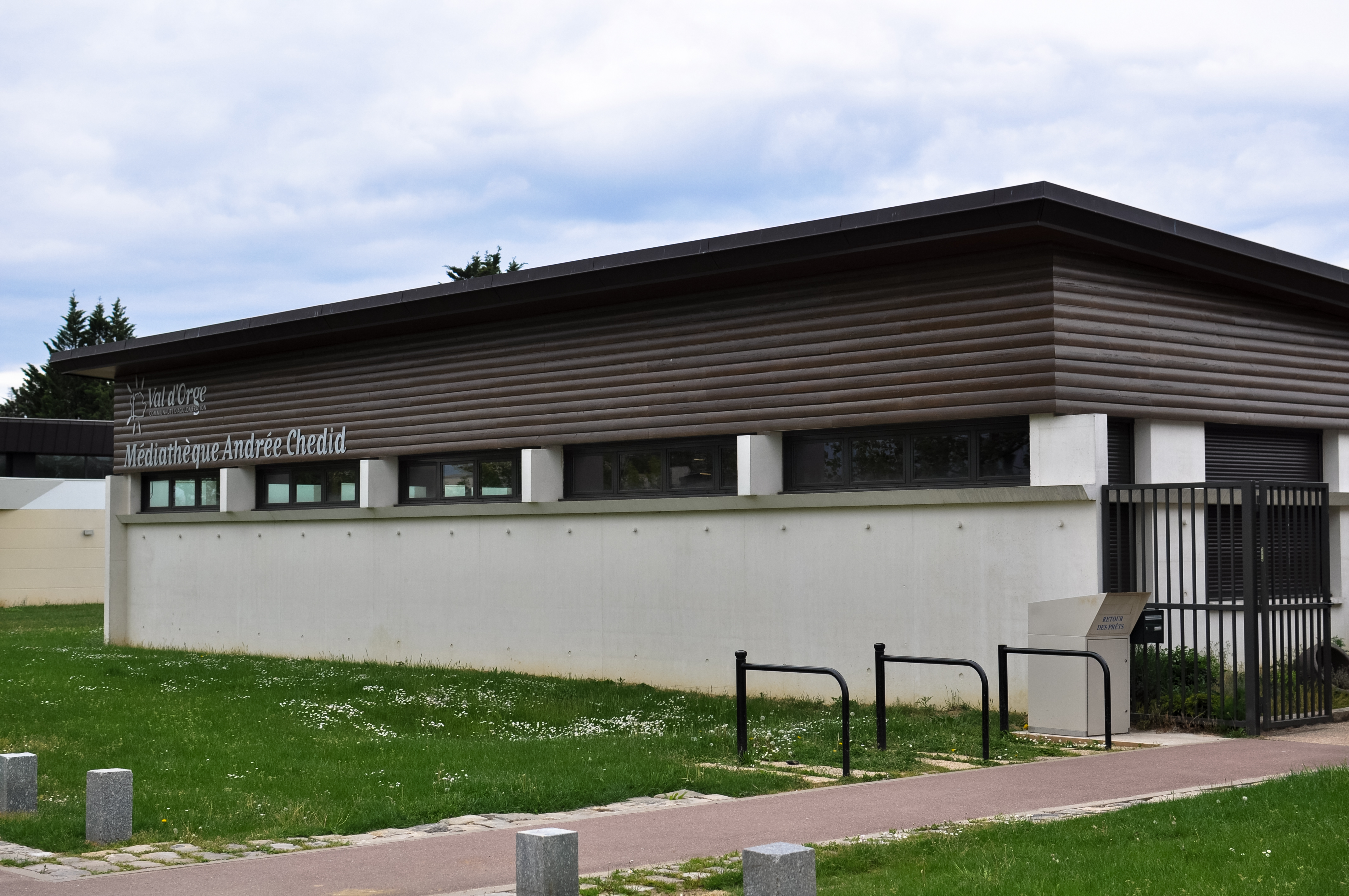
Médiathèque Andrée-Chedid.

### Lieux de culte
La paroisse catholique de Villemoisson-sur-Orge est rattachée au secteur pastoral du Val d'Orge-Sainte-Geneviève-des-Bois et au diocèse d'Évry-Corbeil-Essonnes. Elle dispose de l'église Saint-Laurent et de l'église Saint-Joseph.

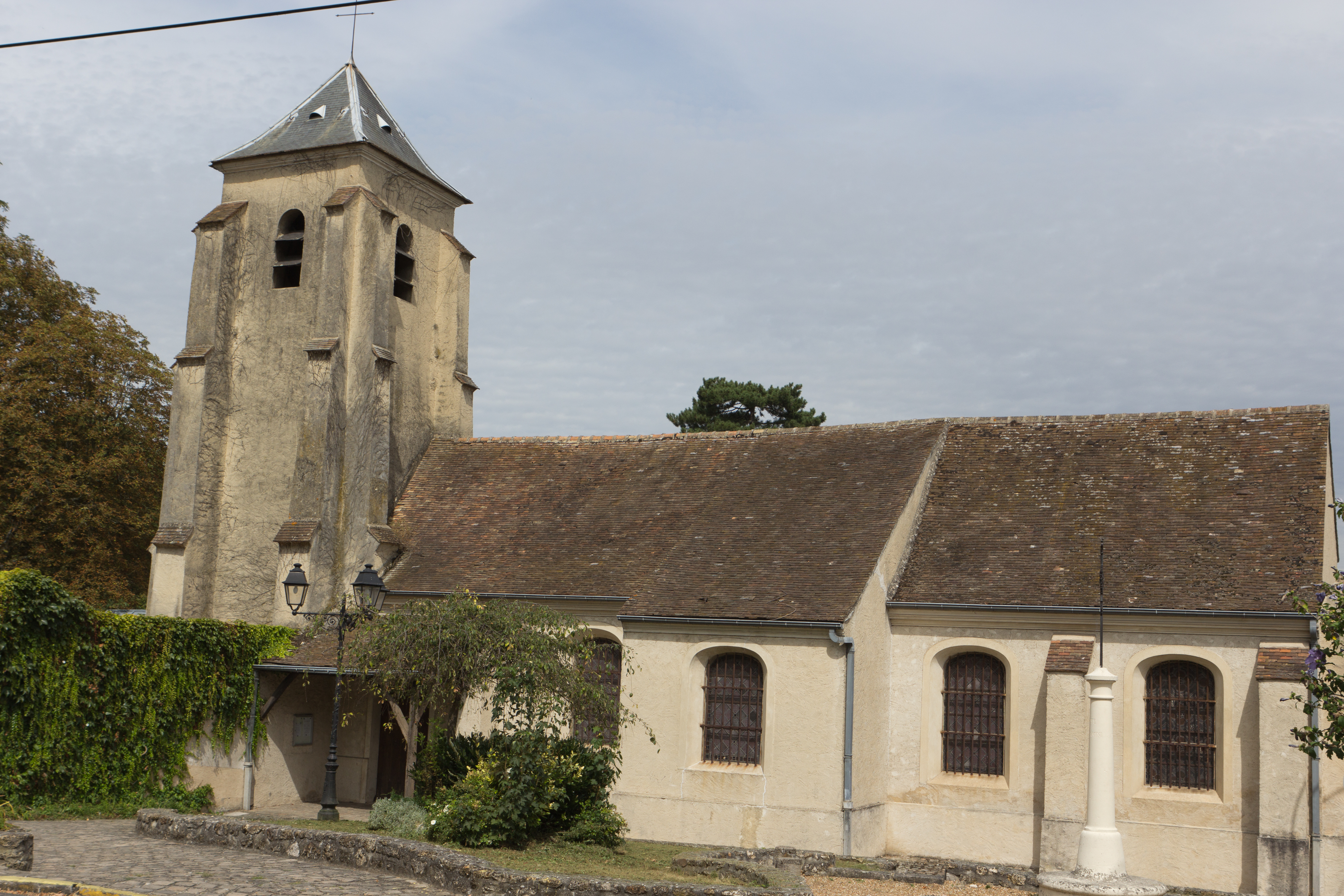
L'église Saint-Laurent.
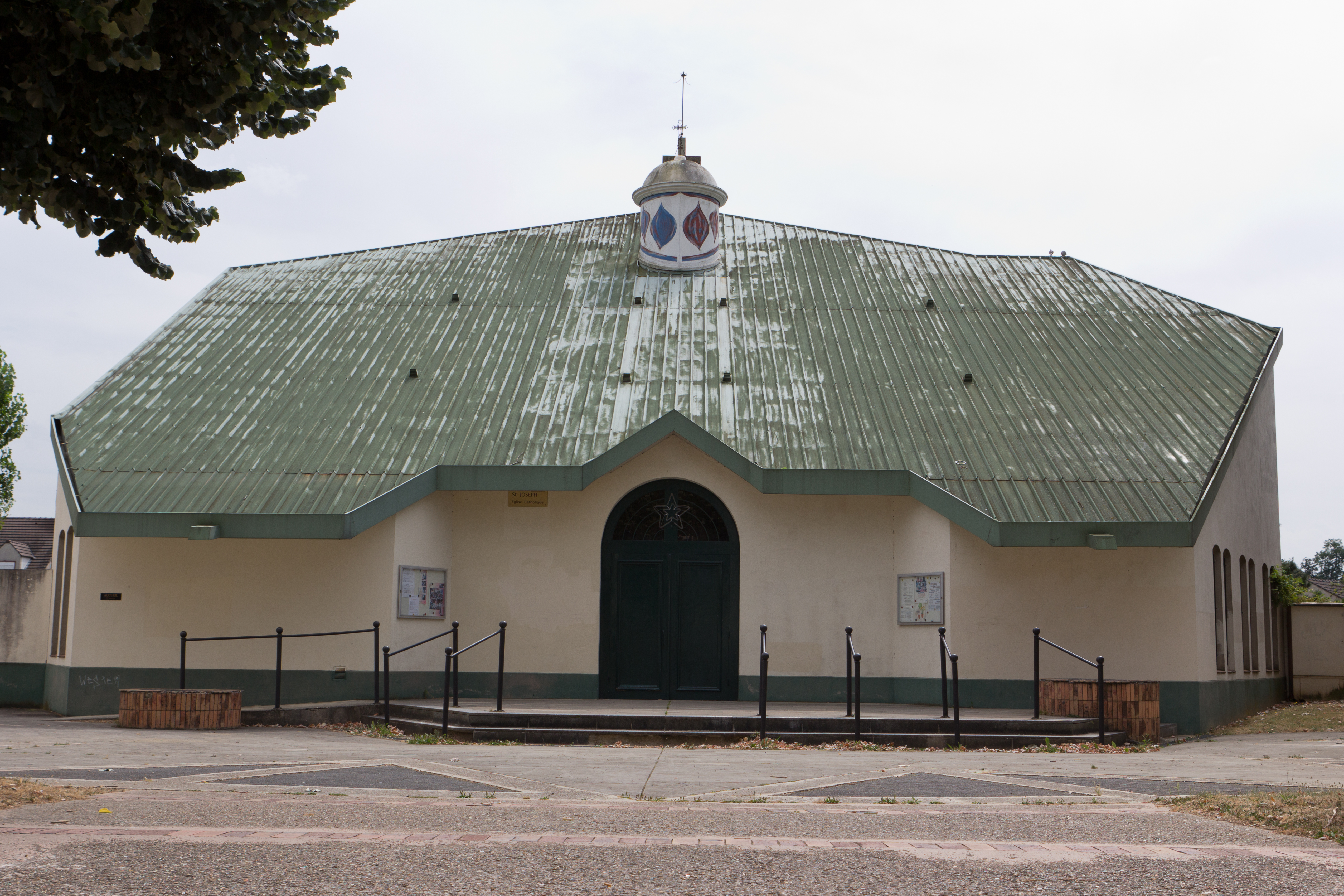
L'église Saint-Joseph.

### Médias
L'hebdomadaire Le Républicain relate les informations locales. La commune est en outre dans le bassin d'émission des chaînes de télévision France 3 Paris Île-de-France, IDF1 et Téléssonne intégré à Télif.

## Économie

### Emplois, revenus et niveau de vie
En 2006, le revenu fiscal médian par ménage était de 26 231 €, ce qui plaçait la commune au 276e rang parmi les 30 687 communes de plus de cinquante ménages que compte le pays et au vingt-septième rang départemental.
| Répartition des emplois par catégories socioprofessionnelles en 2006. |              |                                           |                                                   |                            |                          |                           |
|                                                                       | Agriculteurs | Artisans, commerçants, chefs d’entreprise | Cadres et professions intellectuelles supérieures | Professions intermédiaires | Employés                 | Ouvriers                  |
| Villemoisson-sur-Orge                                                 | 0,0 %        | 7,9 %                                     | 15,5 %                                            | 24,3 %                     | 36,8 %                   | 15,5 %                    |
| Zone d’emploi d’Orly                                                  | 0,1 %        | 4,6 %                                     | 15,2 %                                            | 27,8 %                     | 30,3 %                   | 22,1 %                    |
| Moyenne nationale                                                     | 2,2 %        | 6,0 %                                     | 15,4 %                                            | 24,6 %                     | 28,7 %                   | 23,2 %                    |
| Répartition des emplois par secteurs d’activités en 2006.             |              |                                           |                                                   |                            |                          |                           |
|                                                                       | Agriculture  | Industrie                                 | Construction                                      | Commerce                   | Services aux entreprises | Services aux particuliers |
| Villemoisson-sur-Orge                                                 | 0,3 %        | 13,5 %                                    | 9,0 %                                             | 9,4 %                      | 14,4 %                   | 9,7 %                     |
| Zone d’emploi d’Orly                                                  | 0,5 %        | 8,1 %                                     | 7,2 %                                             | 15,0 %                     | 14,3 %                   | 6,3 %                     |
| Moyenne nationale                                                     | 3,5 %        | 15,2 %                                    | 6,4 %                                             | 13,3 %                     | 13,3 %                   | 7,6 %                     |
| Sources : Insee,                                                      |              |                                           |                                                   |                            |                          |                           |

## Culture locale et patrimoine

### Patrimoine environnemental
Les berges de l'Orge et les bois à l'ouest du territoire ont été recensés au titre des espaces naturels sensibles par le conseil général de l'Essonne.

### Patrimoine architectural
La commune compte une œuvre réputée de l'architecte Hector Guimard, qui outre les ornementations des bouches de métros, a réalisé le Castel d'Orgeval, situé avenue de la Mare-Tambour. C'est actuellement une propriété privée.

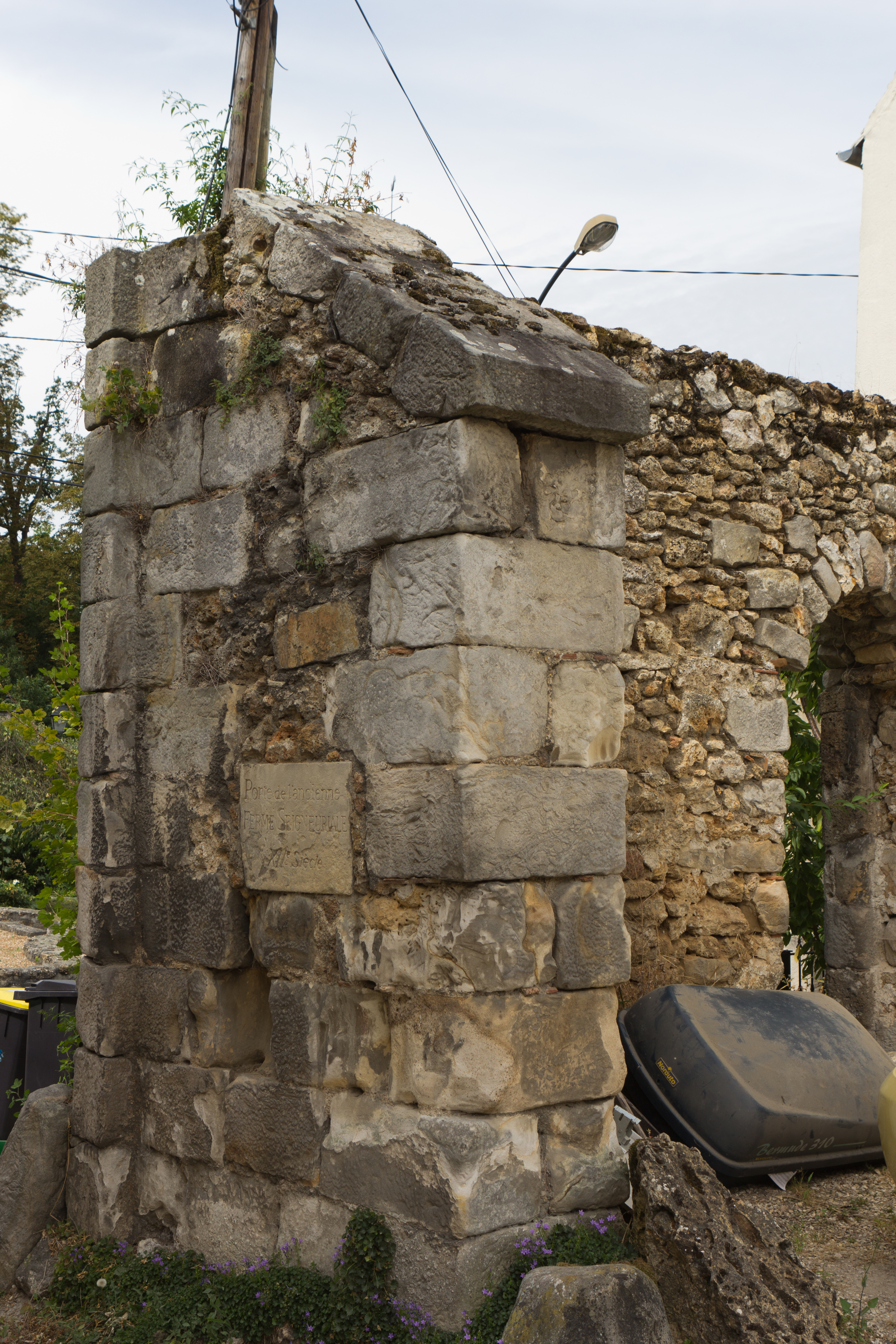
La porte de l'ancienne ferme seigneuriale.

- L’église, reconstruite en 1768 à l'initiative de Pierre Durey d'Harnoncourt, alors seigneur de Villemoisson, succède à un premier édifice du xive siècle dont seul subsisterait le clocher.
- La porte de l’ancienne ferme seigneuriale (XIIe siècle), ancien manoir des seigneurs de Villemoisson appelé le « fief du Sauvage ». Devenu ferme seigneuriale lorsque les seigneurs de Villemoisson habitèrent hors de la seigneurie. Un four à pain situé à l'intérieur, inutilisé, a été restauré.
- Le château (XVIIe et XXe siècles), il n’a jamais été habité par les seigneurs de Villemoisson ; bâti par un métayer à qui la seigneurie a été confiée en fermage, l’un d’eux prétendant à ce titre a vu aussitôt son fief saisi. Certains propriétaires ont été seigneurs en partie du Perray. Appelé fief de Beaumont du nom de son propriétaire Marchand de Beaumont, puis « château de Villemoisson ». Mme Hérault, grand-mère de Marie-Jean Hérault de Séchelles, conventionnel et rédacteur de la Constitution de 1793, l'habite de 1750 à 1770. Le dernier marquis de Bassompierre, maire de la commune, y réside de 1813 à 1837.
- Vieux Logis ou fief de la Chapelle, construit au XVIIe siècle par Christophe Joguet de la Chapelle receveur de taille à Clemecy. Habité par les maires : Barthélemy Moreau (1810-1821), François Maurey (1825), Christian Neyret (1897-1900), par les Russes blancs, il est acquis par la commune.
- Le Collège (XVIIe et XIXe siècles), appelé par erreur « Château Gaillard », le bâtiment est décrit dans un terrier comme étant une ferme. Sa facture actuelle, due sans doute à la famille Lisfranc de Saint-Martin, date du xixe siècle.
- Le castel d'Orgeval daté de 1887, premier prix au concours de façades de la Ville de Paris a été inscrit aux monuments historiques le 15 janvier 1975[65]. Édifié par M. Laurent, principal promoteur du Bois de Villemoisson, sur les plans de l'architecte Hector Guimard, célèbre pour d'autres réalisations et pour la conception des anciennes bouches de métro.
- Ancien presbytère (XVIIe siècle), bien national durant la Révolution, l'ancien presbytère est vendu à Joseph Blanchard, commandant des grenadiers. Successivement propriété d'Antoine Pouget, Letelier de Grécourt, Launay de Varennes et Hartenay notamment, la maison est achetée par Louis Perillat en 1901. En 1917, Maurice Normand, rédacteur en chef de la revue L'Illustration, en fait l'acquisition.
- L’École de 1832, les leçons du maître d'école sont données dans un local de la ferme seigneuriale. Au début de la Révolution, un maître laïque professe dans le presbytère. Il faut attendre 1831 pour que le maire de l'époque requière d'urgence une école primaire, mais les ressources communales sont insignifiantes, car entravées par les dépenses de la garde nationale et la charge du vicaire. En 1832 toutefois, une modeste école est construite ainsi que le logement de l'instituteur.
- Ancienne mairie-école (1879), la petite école construite en 1832 se révèle rapidement insuffisante. À la fin du XIXe siècle, une loi incite les communes rurales à se doter d'une mairie-école. En 1879, celle-ci entre en activité, le maître faisant aussi office de secrétaire de mairie. Le manoir du Vieux Logis abrite le conservatoire de musique, ainsi que des salles de danse pour les associations et des salles de réunion pour les habitants et les associations. L'ancienne mairie est le siège temporaire des services techniques de la commune .
- Quartier des Franchises, au temps de Charlemagne une importante communauté existait au Breuil (Epinay) s’étendant de part et d’autre de l’Orge. Saint-Germain-des-Prés fut l’une des premières abbayes à accorder des franchises à ses possessions dont celle du Breuil.
- Le Vieux village (partie de l’avenue Guy-Môquet), l’implantation des habitations a très peu changé depuis le XVIIIe siècle, peut-être même certaines sont antérieures. Il suffit de comparer « le plan d’intendance » de l’époque au plan cadastral actuel.

### Personnalités liées à la commune
Différents personnages publics sont nés, décédés ou ont vécu à Villemoisson-sur-Orge :
- Louis-François de Bausset (1748-1824), cardinal et homme de lettres, y vécut ;
- Daniel Bouchez (1928-2014), universitaire, chercheur, spécialiste de la littérature coréenne classique, y est décédé ;
- Claude Dellys (1912-1952), aviateur, pilote d'essai et résistant, y vécut ;
- Aimable (1922-1997), accordéoniste, y est mort ;
- Patrick Sébastien (1953-), humoriste et animateur de télévision, y vécut.

### Héraldique
| Blason de Villemoisson-sur-Orge | Blason  | D'azur au chevron accompagné, en chef, de deux étoiles et, en pointe, d'un faisan, le tout d'or, au chef d'argent chargé de trois canes de sable becquées et membrées aussi d'or. |
| Blason de Villemoisson-sur-Orge | Détails | |

### Villemoisson-sur-Orge dans les arts et la culture
- Villemoisson-sur-Orge a servi de lieu de tournage pour la série télévisée Le Grand Patron d'Éric Summer diffusé en 2000[66].